# Mohamed Fadhel Gazouani
Mohamed Fadhel Gazouani (ar. محمد فاضل الغزواني ;ur. 16 listopada 1991) – tunezyjski judoka. Startował w Pucharze Świata w 2010. Brązowy medalista mistrzostw Afryki w 2009 i 2010 roku.